# Клод Пікассо
Клод Руї́с Пікассо́ (Claude Ruiz Picasso; 15 травня 1947, Булонь-Біянкур, Франція — 24 серпня 2023, Женева) — французький фотограф, постановник, кінорежисер, візуальний художник, графічний дизайнер та бізнесмен. Син іспанського художника Пабло Пікассо.

## Біографія
Клод — син Франсуази Жільо та Пабло Пікассо та старший брат Паломи Пікассо.  
Його звали Клод Гільо до 12 років.  
У 1968 році він зустрів Сару Лавнер (Шульц / Sara Lavner (Schultz)), молоду жінку із Брукліна. Сара і Клод одружилися в наступному (1969) році й розлучилися в 1972 році.  
Працював фотографом у Нью-Йорку, коли його батько помер. У той час він був відсторонений від батька через надруковану його матір'ю книгу спогадів «Життя з Пікассо» (Life with Picasso). Але спадщина його батька виявилася дуже важливою для нього, і він створив «Управління Пікассо» для спостереження за авторськими правами та вирішення інших юридичних питань. 
Клод жив у Нью-Йорку в період між 1967 і 1974 роками. Він майже рік був помічником фотографа Річарда Аведона, а також вивчав  кіно та мізансцену в студії «Актори». Він також працював фотокореспондентом часописів Time Life, Vogue та Saturday Review.
Помер 24 серпня 2023 року.

## Нагороди
Клод Пікассо був нагороджений Орденом Почесного легіону в 2011 році за особистий внесок у фотографію, кінематограф та візуальне мистецтво, а також за діяльність з управління батьковим спадком. 